# الصقيع في منتصف الليل
الصقيع في منتصف الليل كتبت في فبراير 1798، للكاتب الراحل، صامويل تايلر كولريدج. تناقش القصيدة تجربة طفولة بطريقة سلبية وتأكد على الحاجة إلى التنشأة في الريف. تعبر القصيدة عن الأمل في أن نجل كوليردج هارتلي سيكون قادر على تجربة طفوله لم يستطيع والده ان يصبح طفل حقيقي لها. ان وجهة نظر الطبيعة داخل القصيدة لها عنصر مسيحي قوي في ان كوليردج يعتقد ان الطبيعة تمثل الحضور المادي لكلمة الله وان القصيدة غارقة في فهم كوليردج للافلاطونية الحديثة.لقي استحسان النقاد، وينظرإليه على أنه أفضل قصائد المحادثة • 
)الصقيع في منتصف الليل (
يؤدي الصقيع خدمته السرية لا تساعده أي ريح•
صرخة البومة جاءبصوت عال-وأصرخ مرة أخرى!بصوت عال كما كان من قبل •زملائى في الكوخ كلهم في راحه لقدتركنى لتلك العزلة التي تناسب يتأمل أبستروسر •ينام طفلى المهد بسلام هذا الهدوء حقا!هادئ جدا لدرجة أنه يزعج"ويزعج التأمل بماله من عجيب، والصمت الشديد •البحروالتل والخشب هذه القرية الممتلئة بالسكان!البحروالتلال، والخشب مع كل أحداث الحياة التي لا حصر لها غير مسموع كلا حلام! اللهب الأزرق الرفيع علي نارى المنخفضة لا ترتعد"فقط هذا الفيلم الذي ترفرف على الشبكة"
.لا يزال يرفرف هناك، الشئ الوحيد المزعج ميثينكس، حركتها في هذا الصمت من الطبيعة، يعطيه تعاطفا قاتما مع من تعيش، مما يجعله شكلا ملائما الذي يرفرف ضعيفا ويخيف الروح العاطل من خلال مزاجها الخاص يفسر، في كل مكان، صدى آومرآة تبحث عن نفسها ويصنع لعبة الفكر.لكن غالبا في كثير من الأحيان، في المدرسة، مع العقل، الأكثر تصديقا، تحذير، هل حدقت في القضبان لمشاهدة ذلك الغريب الذي يرفرف!وكثيرا ما مع أغطية غير مغلقه، حلمت بالفعل، من مسقط رأسي الجميل وبرج الكنيسة القديم دقت أجراسها، الموسيقى الوحيدة للرجل الفقير، من الصباح إلى المساء، كل يوم المعرض الحار بلطف شديد، لقدحركوني وطاردونى بكل سرور، الوقوع علي أذنى!يحب معظم الاصوات المفصلة للاشياء القادمة، حدقت، حتي الأشياء المهدئة، حلمت !هدائي النوم، والنوم أطال أحلامى، ولذاافقدتأملت كل صباح التالى مروع من وجه المدرب الصارم، عينى ثابت مع دراسة وهمية على كتاب السباحة الخاص بي.حفظ إذا فتح الباب نصف وأنا خطف، نظرة متسرعة، ولايزال قلبي يقفز، لأننى مازلت آمل أن أرى وجه الغريب، المدينة، أو العمة، أو الأخت أكثر الحبيبة رفيقى في العب عندما كنا نرتدى الملابس على حد سواء.
عزيزتى بيب، تلك النائمة التي تحتضن، بجانبي الذين سمعت أنفاسهم الطيفة في هذا الهدوء العميق، الشاغرة في، وقفات لحظية للفكر حبيبتى جميلة جدا!إنها تثيرقلبي، بفرح حنون، هكذا ننظر إليك، وتعتقد أنك سوف تتعلم تقاليد أخرى بعيده وفي مشاهد أخرى بعيده!لأننى نشأت في، المدينة العظيمة، وسط الاديرة المكبوتة قاتمة.ورايت شيئا جميلا إلا السماء والنجوم لكن أنت يا حبيبي يتجول مثل النسيم عن طريق البحيرات والشؤاطى الرملية، تحت الصخور، من الجبل القديم، وتحت الغيوم أي صورة في الجزء الأكبر من كل من البحيرات والشؤاطئ وصخور جبلية: هكذا تنظر وتسمع الأشكال الجميلة والاصوات واضحة من تلك اللغة الابدية التي إلهك الذي يعلم منذ الابدء.نفسة في الكل، وكل شئ في نفسه معلم عالمى عظيم يجب ان يتشكل روحك، ومن خلال العطاء اجعلها تطلب.لذلك كل لك كل الفصول مااذا كان الصيف يكسوالارض العامة مع الخضرة، أو الثدي الاحمر اجلس وغنى بين خصلات الثلج على الفرع العارى من شجرة التفاح المطحونة، بينما قش الليل يدخن في ذوبان الجليد.مااذا كانت قطرات الإفريز تسقط، سمعت فقط في غيبوبة الانفجار أو إذا كانت الوزارة السرية للصقيع، يعلقهم في رقاقات صامتة يلمع بهدوء على القمر الهادئ.

## خلفيته
كتبت رواية «الصقيع في منتصف الليل» في فبراير من عام 1798 عندما وصف لتوماس بول جوانب طفولته في مدرسة مستشفى المسيح التي تشبه محتوى القصيدة. الباقي يأتي من تجربة Coleridge مع صديقه، William Wordsworth. كان وردزورث هو الذي زود كوليردج بوصف مفصل لمنطقة البحيرة، التي كانت بمثابة أساس لوصف كوليريدج للمكان. كانت العلاقة بين كوليردج ووردزورث صداقة حميمة، وساعد كولريدج في إعادة كتابة العديد من قصائد وردزورث خلال هذا الوقت. تم ربط فروست في منتصف الليل لاحقًا بالعديد من قصائد وردزورث. نُشرت القصيدة في عمل صغير يحتوي على قصائده الأخرى مثل قصيدة مخاوف العزلة.
كان المقصود من القصيدة أن تُضاف إلى الطبعة الثالثة لكوليردج من قصائده المجمعة، لكن خلافًا مع تشارلز لويد، كاتب زميل، وجوزيف كوتل، ناشرهما المشترك، غيّر خططه. تم جمع القصيدة لاحقًا، ونُشرت عام 1817. تمت إعادة كتابتها عدة مرات، وطبع سبع نسخ مختلفة. من بين هذه المراجعات، تختلف طبعة 1798 عن النسخ الأخرى في الأسطر الستة الأخيرة، والتي تمت إزالتها في الإصدارات اللاحقة. يوضح كوليردج الإزالة في نسخة جورج بومونت من القصائد قائلًا: «لقد حذفت الأسطر الستة الأخيرة لأنها دمرت الروندو، وأعادت القصيدة على نفسها. الذيل حول رأسه».

## موضوعات الكتاب
يصل الراوي إلى فهم الطبيعة بعد عزله وتركه لأفكاره. تصير الطبيعة معزيًا، لكن الراوي يتذكر وحدته أثناء الطفولة. خلال سنته الأخيرة في مستشفى المسيح، أكمل كوليريدج قصيدة بعنوان «في ترك المدرسة للكلية» لتمرين مدرسي. في القصيدة، يصف الفترة التي قضاها في المدرسة بأنها تجربة ممتعة. ومع ذلك، فإن الصقيع في منتصف الليل، يعيد تعريف التجربة على أنها تجربة حرمته من الريف.
هناك ميزة أخرى لإعادة سرد كولريدج لتجربة طفولته: فهو يضيف أوصافًا خارقة للطبيعة إلى المشاهد الشائعة في شبابه. على وجه الخصوص، تستطيع أجراس الكنيسة أن تقدم وعدًا بحياٍة أفضل. تربط العناصر القوطية للقصيدة بالعديد من أعماله الأخرى، بما في ذلك مارينر القديمة و "Ballad of the Dark Ladie" و Fears in Solitude و France: An Ode و The Nightingale "وثلاث قبور" "وتجوال قايين
داخل القصيدة، يعرب الراوي عن أمله في أن يعيش طفله، هارتلي كوليردج، حياة مرتبطة بالطبيعة كما تمثلها السمات النموذجية لمنطقة البحيرة، والتي كان كوليردج يشترك فيها مع شعراء البحيرة الآخرين. وهذا مشابه لما فعله ويليام وردزورث صديق كوليردج مع راوي تينترن أبي، وهي قصيدة ألفت في وقت لاحق من ذلك العام. ترتبط العديد من مشاعر الراوي تجاه طفله بسونيتة كوليردج «إلى صديق سأل، كيف شعرت عندما قدمت الممرضة لي طفلي». يتم تحويل الأفكار المتعلقة بالطبيعة في هذا Lime-Tree Bower إلى أساس للتعليم، ويتعين على هارتلي التعلم من خلال الطبيعة. طبيعة كوليردج لها حضور مسيحي والطبيعة حضور مادي لكلمة الله. إن فهم كوليردج عن الله هو فهم أفلاطوني حديث ويؤكد على الحاجة الماسة لتجربة المعرفة الإلهية.
مثل العديد من قصائد المحادثة، يلامس فروست في منتصف الليل فكرة كولريدج عن «حياة واحدة»، التي تربط البشرية بالطبيعة وبالله. تتطرق القصيدة إلى الموضوعات التي تظهر في The Eolian Harp والتأملات الدينية والقصائد الأخرى، وتنتج صورة الحياة التي سيختبرها طفل الراوي في الريف. سيصبح الصبي «طفلًا للطبيعة» وينشأ بعيدًا عن القيود الموجودة في الأنظمة الفلسفية التي أنتجها أمثال ويليام جودوين.

## ثيمات
يصل الراوي إلى فهم الطبيعة بعد عزله وتركه لأفكاره. تصير الطبيعة تعزيه، لكن الراوي يتذكر وحدته أثناء الطفولة. خلال سنته الأخيرة في مستشفى المسيح، أكمل كوليريدج قصيدة بعنوان «في ترك المدرسة للكلية» لتمرين مدرسي. في القصيدة، يصف الفترة التي قضاها في المدرسة بأنها تجربة ممتعة. ومع ذلك، يعيد الصقيع في منتصف الليل، تعريف التجربة على أنها تجربة حرمته من الريف. 
هناك ميزة أخرى لإعادة سرد كولريدج لتجربة طفولته: فهو يضيف أوصافًا خارقة للطبيعة إلى المشاهد الشائعة في شبابه. على وجه الخصوص، تستطيع أجراس الكنيسة أن تقدم وعدًا بحياة أفضل.  تربط العناصر القوطية للقصيدة بالعديد من أعماله الأخرى، بما في ذلك مارينر القديمة و «قصة سيدة الظلام» ومخاوف في العزلة وفرنسا: قصيدة والبلبل و «ثلاث قبور» و «تجوال قايين». 
في القصيدة، يعرب الراوي عن أمله في أن يعيش طفله، هارتلي كوليردج، حياة مرتبطة بالطبيعة كما تمثلها السمات النموذجية لمنطقة البحيرة، والتي كان كوليردج يشترك فيها مع شعراء البحيرة الآخرين. وهذا مشابه لما فعله ويليام وردزورث صديق كوليردج مع راوي تينترن آبي، وهي قصيدة ألفت في وقت لاحق من ذلك العام. ترتبط العديد من مشاعر الراوي تجاه طفله بسونيتة كوليردج «إلى صديق سأل، كيف شعرت عندما قدمت الممرضة لي طفلي».  يتم تحويل الأفكار المتعلقة بالطبيعة في هذا Lime-Tree Bower إلى أساس للتعليم، ويتعين على هارتلي التعلم من خلال الطبيعة بطريقة بريئة. طبيعة كوليردج لها حضور مسيحي والطبيعة حضور مادي لكلمة الله. إن فهم كوليردج عن الله هو أفلاطوني حديث ويؤكد على الحاجة إلى اختبار المعرفة الإلهية. 
مثل العديد من قصائد المحادثة، يلامس فروست في منتصف الليل فكرة كولريدج عن «حياة واحدة»، التي تربط البشرية بالطبيعة وبالله. تتطرق القصيدة إلى الموضوعات التي تظهر في The Eolian Harp والتأملات الدينية والقصائد الأخرى، وتنتج صورة الحياة التي سيختبرها طفل الراوي في الريف. سيصبح الصبي «طفلًا للطبيعة» وينشأ بعيدًا عن القيود الموجودة في الأنظمة الفلسفية التي أنتجها أمثال ويليام جودوين.
هناك موضوع رئيسي آخر في الصقيع في منتصف الليل من المهم أن نلاحظه هو فيلم الرماد الوامض. وميض الرماد يذكر القارئ، أو كوليريدج بأنه أكثر تحديدًا، بوقت طويل منذ الماضي. يذكر وميض فيلم الرماد القارئ بالطبيعة الحساسة للذاكرة وكيف أن الماضي يشبه الظل بالكاد معلقًا. يضيف فيلم الرماد هذا نغمة خارقة للطبيعة إلى القطعة، وهو مشابه للاتجاهات الموضوعية الرئيسية للخيال القوطي حيث يتم التركيز على ما هو خارق للطبيعة والمجهول. كما يلمح الرماد الوامض إلى لغة الحرب والقلق. يستحضر المقطعان الأول والأخير من فيلم الصقيع في منتصف الليل لغة القلق. يشير المقطع الأول إلى حقيقة وزارة الصقيع المجهولة الموجودة في السطر الأول من القصيدة. إن وزارة الصقيع المجهولة هذه «تزعج التأمل وتثيره بصمته الغريب والمتطرف». لغة القلق سائدة في المقطع الأول الذي يأتي في المقطع الأخير كنقطة تباين. يستحضر المقطع الأخير لغة السهولة والقبول. يبدو أن كوليريدج يكتب لابنه الصغير، يكتب عن كيف ستعلم الطبيعة كل ما نحتاج إلى معرفته. على النقيض من نغمة القلق للمقطع الأول، يساعد المقطع الأخير في الصقيع في منتصف الليل على إنهاء نغمة القلق للقصيدة وإعادتها إلى نغمة الهدوء المريحة. نرى مرة أخرى سطر «وزارة الصقيع السرية» في السطر الأخير الثالث من المقطع الأخير. في المقطع الأول، تم استخدام «وزارة الصقيع السرية» كنقطة قلق وتوتر. تم استخدام هذا الخط كنقطة خلاف وجعل القارئ يشعر كما لو كان هذا أمرًا يخشاه. في المقطع الأخير، يعمل هذا التكرار على توضيح قوى الطبيعة غير المعروفة حقًا وكيف يجب أن نسعى إلى الراحة في ترك الطبيعة تعلمنا كل ما نحتاج إلى معرفته.

## استجابة حرجة
أعلن كريستوفر مودي، في المراجعة الشهرية في مايو 1799، أن الأسطر الستة الأصلية للنهاية كانت «مسطحة»، وهي وجهة نظر ربما يتفق عليها كوليريدج.
خلال القرن العشرين، تجادل فيرجينيا رادلي، «على الرغم من أنه لا يمكن القول بحق أن قصيدة المحادثة تقف على قدم المساواة مع قصائد الخيال العالي ... من المؤكد أن» الصقيع عند منتصف الليل «و» عريشة شجرة الليمون هذه ... «لهم أن صفة القلب ضرورية جدًا لهذه القصائد الأخيرة. وبسبب هذه الخاصية، وبسبب الفعالية المدهشة لصورهم، يمكن القول أن هذه القصائد هي النذير الحقيقي لأعظم قصائد كوليريدج». 
يعلن ريتشارد هولمز أن القصيدة «هي واحدة من أكثر قصائد المحادثة تعقيدًا، حيث تؤدي حركة مميزة» للخارج والعودة «عبر الزمان والمكان ... يمنح منحنى الذاكرة والتنبؤ القصيدة صدى عاطفيًا ثريًا - الحزن، الحزن، الأمل، الفرح - في توتر رائع». تعتقد روزماري أشتون أن القصيدة هي «واحدة من أشجع قصائد المحادثة [كوليردج]».  يعتقد آدم سيسمان أن فروست في منتصف الليل «ربما يكون أجمل قصائد محادثة لكوليردج». 